# 类水狼蛛
类水狼蛛（学名：Pirata piratoides）为狼蛛科水狼蛛属的动物。分布于日本、朝鲜以及中国大陆的广东、江西、福建、湖南、湖北、浙江、四川等地，一般生活于稻田、洼穴以及溪流旁草丛。该物种的模式产地在日本。